# Tapinocyba barsica
Tapinocyba barsica là một loài nhện trong họ Linyphiidae.
Loài này thuộc chi Tapinocyba. Tapinocyba barsica được Gábor von Kolosváry miêu tả năm 1934.